# Lymantria barisana
Lymantria barisana este o specie de molii din genul Lymantria, familia Lymantriidae, descrisă de Collenette 1933 Conform Catalogue of Life specia Lymantria barisana nu are subspecii cunoscute.